# Pop latino

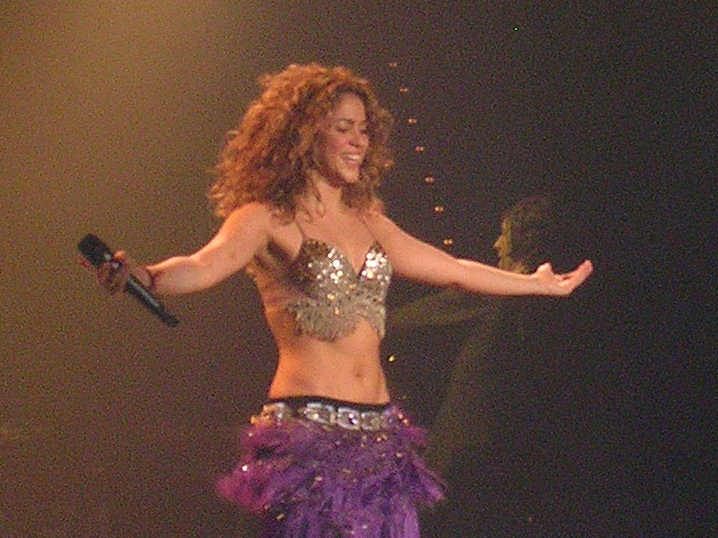
La cantante colombiana Shakira, una delle esponenti più famose del pop latino

Il pop latino, anche noto con l'espressione inglese latin pop, è un genere musicale rientrante nei canoni complessivi della musica pop, ma peculiare in quanto ad eseguirlo sono generalmente autori di lingue neolatine, soprattutto spagnolo e portoghese, ma anche italiano. Gli autori di pop latino sono quasi tutti spagnoli e latinoamericani, e danno voce a un genere di grandissimo successo, che abbraccia stelle della musica.
Tra i suoi esponenti si possono annoverare tra gli interpreti maschili il portoricano Ricky Martin, Juanes ed Enrique Iglesias, mentre tra le donne si distinguono la statunitense Selena la messicana Thalía e la colombiana Shakira. Altri artisti di successo del genere includono King Africa e Luis Miguel.
Ha raggiunto grande popolarità soprattutto in Europa centro-meridionale e nelle Americhe, ma è abbastanza conosciuto anche nel resto del mondo. Rappresenta uno dei filoni musicali di maggiore successo tra quelli sorti nel Novecento, grazie all'orecchiabilità ma soprattutto alla ballabilità.
Fra gli artisti italiani di successo che si sono ispirati al genere vi sono Eros Ramazzotti e Laura Pausini.